# Get Scared
Get Scared is een Amerikaanse posthardcoreband uit het Amerikaanse Layton die actief was van 2008 tot 2019. In 2025 hebben ze hun reünie aangekondigd.

## Geschiedenis
De band startte in 2008 en bracht een jaar later de ep Cheap Tricks and Theatrics uit. Men ging in 2010 op tournee met de bands Black Veil Brides en Vampires Everywhere!. In dat jaar verscheen een tweede gelijknamige ep. Het debuutalbum Best Kind of Mess werd uitgebracht op 12 juli 2011.
In 2011 volgde enkele wijzigingen in de bezetting van de band. Het derde studioalbum van de band, Demons, kwam uit op 30 oktober 2015 en bevat een meer metalcore-achtig geluid.
Het bandlid Joel Faviere, die slechts een jaar zong, moest uit de band omdat hij verdacht werd van kindermisbruik. Ook met zanger Nicholas Matthews waren er problemen. Zo bleek hij verslaafd aan heroine en kon niet langer zingen voor de band.
Het vierde en laatste album, The Dead Days, kwam uit op 19 april 2019. De band verkeerde in die tijd in een hiatus. Vanwege meerdere problemen tussen bandleden besloot men te stoppen in 2019. Johnny Braddock (de bandleider van Get Scared) startte met solomuziek onder de naam Victims Aren't We All (VAWA) met singles als "Eat you alive" en "I feel better". Ook gitarist Adam Virostko startte met solowerk onder de naam The Mend, en bracht hiermee de single "Live to love" uit.

## Bandleden
- Nicholas Matthews - zang
- Johnny Braddock - gitaar, zang
- Bradley Iverson - basgitaar, zang
- Adam Virostko - gitaar
- Dan Juarez - drums

### Oud-leden
- Joel Faviere - zang (2012)

## Discografie

### Studioalbums
- Best Kind of Mess (2011)
- Everyone's Out To Get Me  (2013)
- Demons (2015)
- The Dead Days (2019)

### Ep's
- Cheap Tricks and Theatrics (2009)
- Get Scared (2010)
- Cheap Tricks and Theatrics: B-Sides (2011)
- Built for Blame, Laced With Shame (2012)

### Singles
- "Sarcasm" (2011)
- "Fail" (2011)
- "Whore" (2011)
- "Cynical Skin" (2012)
- "Built for Blame" (2012)
- "Don't You Dare Forget the Sun" (2012)
- "At My Worst" (2013)
- "Told Ya So" (2013)
- "Badly Broken" (2013)
- "My Own Worst Enemy" (2014)
- "Buried Alive" (2015)
- "Suffer" (2015)
- "R.I.P" (2015)